# Рильський Тадей Розеславович
Таде́й Розесла́вович Ри́льський (пол. Tadeusz Tomasz Zbigniew Rylski; 2 січня 1841, Ставище — 7 жовтня 1902, Романівка, нині Житомирська область) — український громадський і культурний діяч польського походження, етнограф, економіст, «хлопоман». Батько Максима Рильського.

## Життєпис
Народився у селі Ставище (тоді Сквирський повіт, Київська губернія, Російська імперія, нині Попільнянський район, Житомирська область, Україна). Дід — Теодор Рильський, сквирський маршалок. Батько — Розеслав Рильський, мати — княжна Дарія Трубецька.
У родині зберігали спогад про дивовижний порятунок прадіда Тадея Рильського — Ромуальда, який за часів Коліївщини навчався в Умані і потрапив до рук гайдамаків. За мить до страти 14-літній підліток заспівав український псалом «Пречистая Діво, Мати Руського краю», чим зворушив коліїв. Їхній отаман відпустив не лише юного спудея, а й усіх бранців, що мали загинути разом із ним. Згодом Тадей Рильський записав цю сімейну історію і надрукував її в журналі «Кіевская старина».

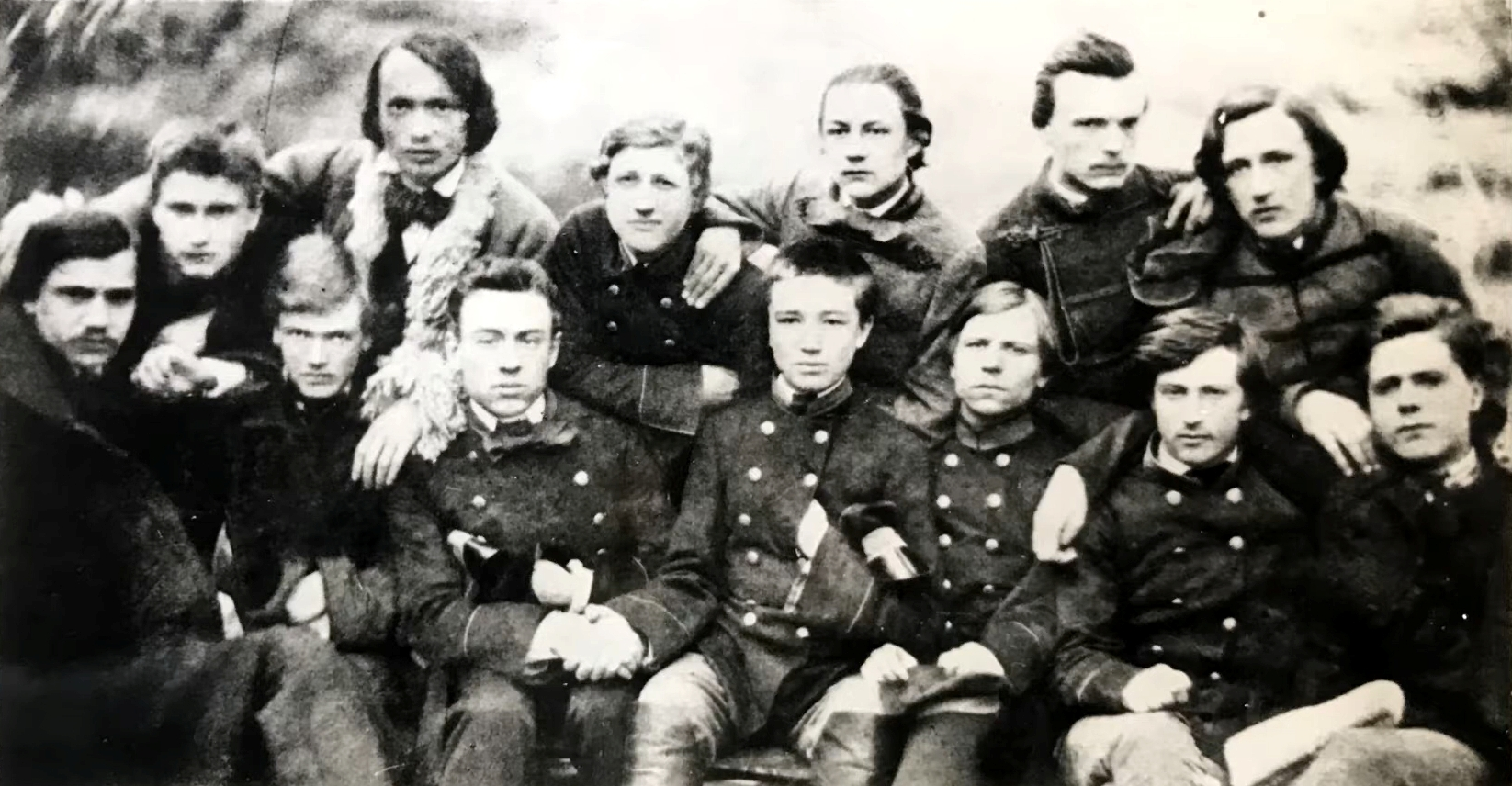
Студент Тадей Рильський (сидить другий праворуч) серед студентів Київського університету

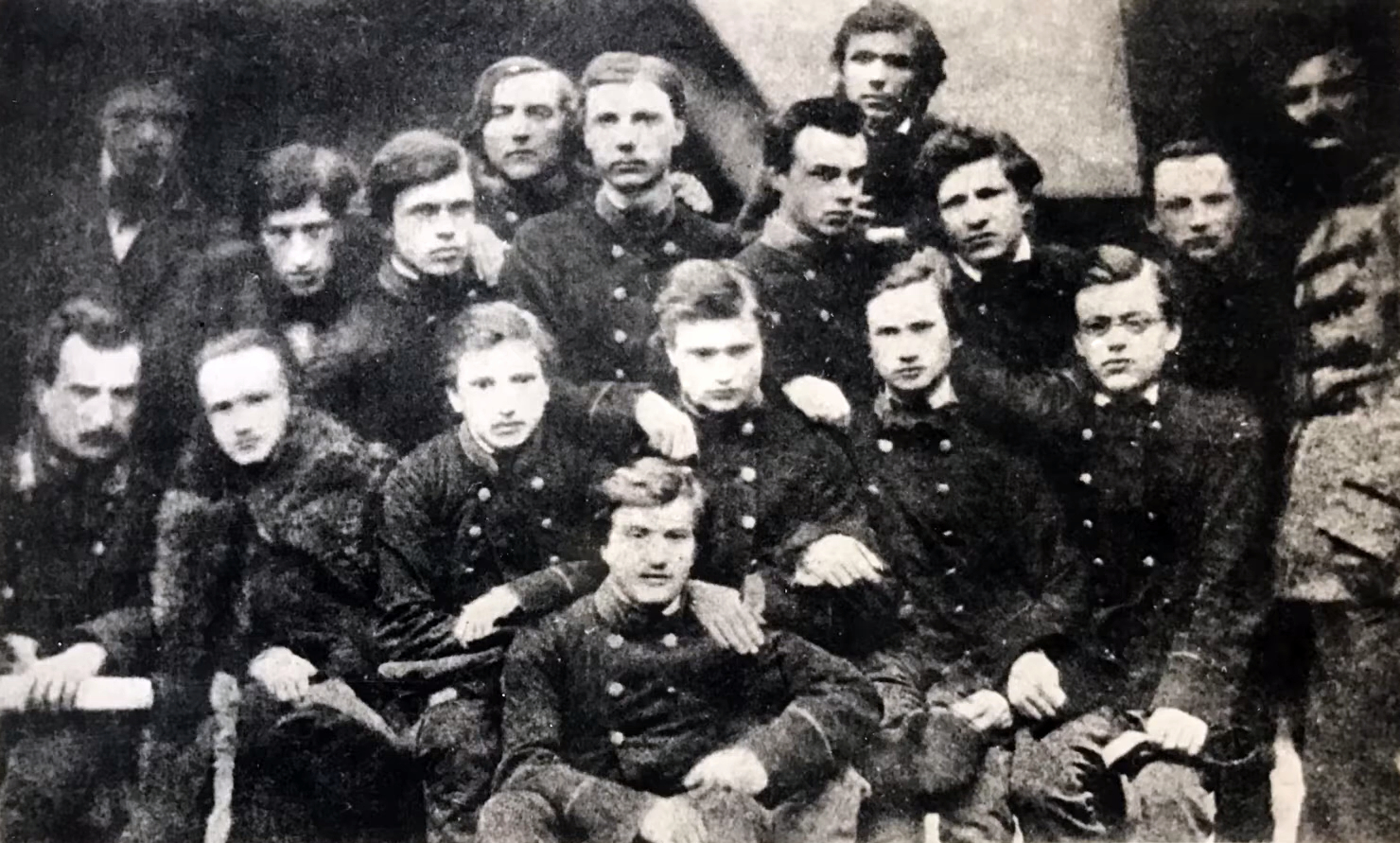
Тадей Рильський (перший ряд) та Володимир Антонович (сидить у другому ряді четвертий ліворуч) серед студентів, 1857—1860

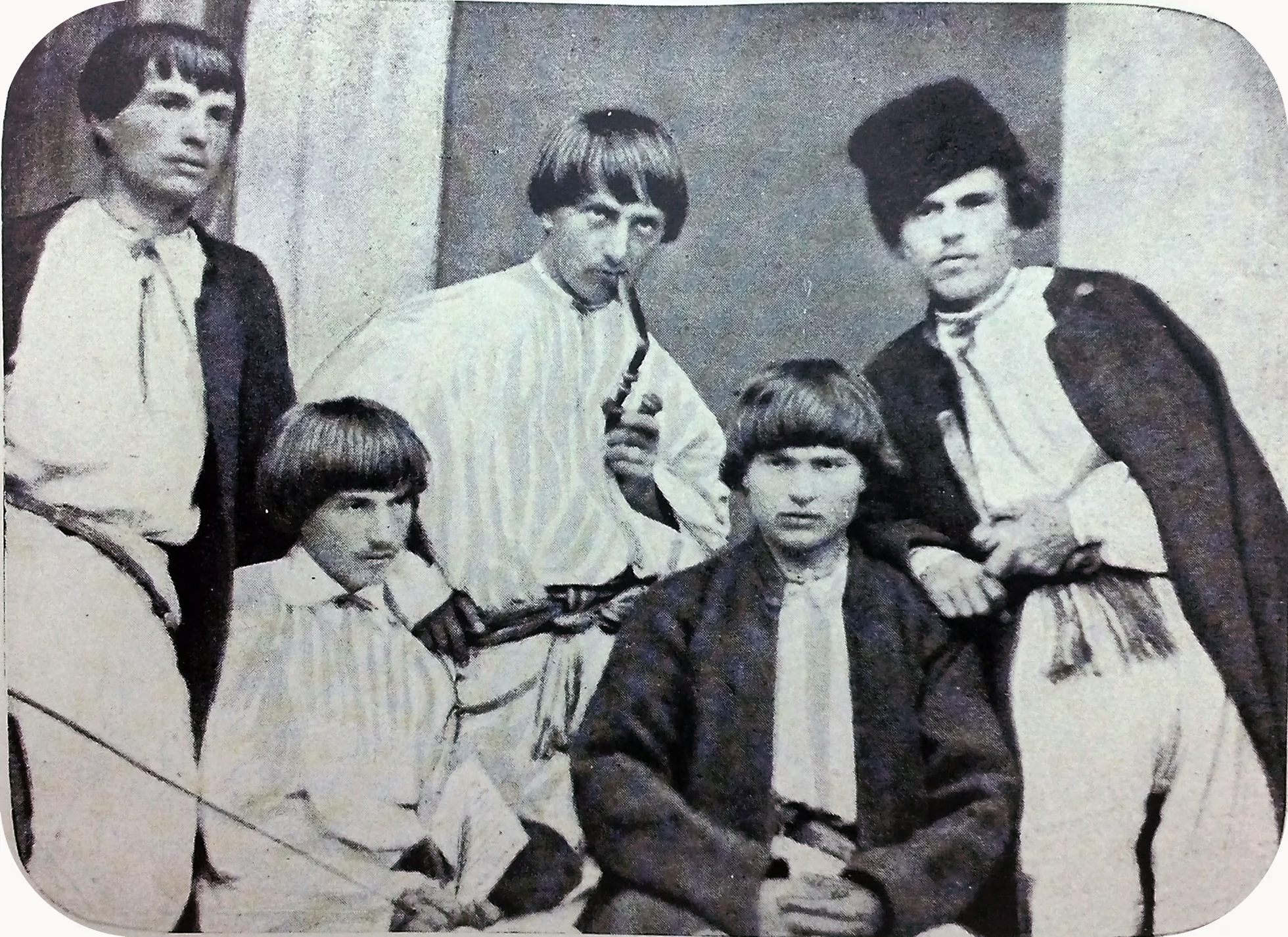
Хлопомани. Стоять зліва-направо: Онуфрій Хойновський, Вікентій Василевський, Владислав Винарський. Сидять зліва-направо: Тадей Рильський, Володимир Антонович. Орієнтовно між 1859 і 1861 рр.

Під час студій на історико-філологічному факультеті Київському університеті (закінчив його 1862 року) Рильський потоваришував із Володимиром Антоновичем і Павлом Чубинським, писав патріотичні проукраїнські статті, брав участь у перепохованні Тараса Шевченка, роздавав його твори селянам.
Після того, як хлопомани на чолі з Тадеєм Рильським і Володимиром Антоновичем восени 1860 року вийшли з польського студентського земляцтва, київський земський ісправник Подгурський подав «по інстанції» рапорт про «таємне товариство комуністів». Було відкрито справу «О предосудительных сношениях студентов Киевского университета с крестьянами». У помешканні братів Тадея й Осипа (Юзефа-Марціяла) Рильських та в маєтку їхнього батька провели обшуки. Як зазначено у підписаному начальником III Відділення Імпеаторської Канцелярії князем Долгоруковим документі, головним доказом вини підозрюваних стали «несколько листов тетради, написаной Фаддеем Рыльским на малороссийском языке, в которой рассказывалась история Украины, наполненная местами, могущими возмущать крестьянские умы; так, наприклад, об угнетениях народа, о восстании его под предвод. Хмельницкого, об успехе этого восстания и т. п.». Слідство встановило, що Тадей Рильський «посещал крестьянские избы и шинки», «читал дворовой прислуге поэму „Наймычка“» і співав із селянами народних пісень.
Після цього братів Рильських «высочайше повелено» направити для завершення навчання в Казанський університет під поліційний нагляд. Інформація про це дійшла до Герцена, а відтак потрапила на сторінки друкованого за кордонами Російської імперії журналу «Колокол». Ймовірно, це стало причиною скасування «высочайшего повеления», опальних братів залишили довчатись у Києві. При цьому за ними встановили суворий нагляд поліції, а хворому на сухоти Осипу заборонили виїхати на лікувальні води, і він помер 1862 року.
Справу «Об обществе хлопоманов и членов оного Антоновиче, Рыльском и Чубинском» офіційно закрили лише 15 квітня 1876 року.
Згодом Тадей Рильський став активним членом київської Старої громади.
Більшу частину життя провів у родовому маєтку в с. Романівка (батько Тадея Рильського виділив його синові як третину спадку відразу по закінченні ним університету у 1862 р.).
Одружився зі своєю кузиною Людгардою, але дітей вони не мали. Відтак дружина невдовзі померла, а 1878 року Рильський побрався з романівською селянкою Меланією Чуприною. З поліцейського доносу: «Рыльский 8 февраля 1880 года женился на дочери крестьянина, причем был выполнен в точности весь свадебный обряд, бывающий у крестьян». Свого найменшого сина, майбутнього поета, назвав на честь Максима Залізняка.

Тадей Рильський (ліворуч) з сином Максимом та Володимиром Антоновичем. Романівка, кінець 1890-х рр.

За 40 років господарювання в Романівці не мав жодної тяжби з односельцями, виконував обов'язки почесного мирового судді. Досконало вивчивши цивільні закони, він давав безкоштовні юридичні консультації романівцям і жителям навколишніх сіл, складав селянам потрібні папери і виступав у судах як їхній адвокат. Допоміг сільській громаді дешево купити землю в сусідського поміщика, а місцевим чиншовикам — закріпити за собою чиншові ґрунти (орендовані землі).
Будучи католиком, пустив до свого будинку православну церковно-парафіяльну школу, а потім власним коштом збудував для неї окреме приміщення, в якому були кабінети фізики та хімії, оплачував учителя і сам учителював.
Укомплектував бібліотеку для селян.
Похований у Романівці за православним обрядом (Микола Лисенко стверджував, що Тадей Рильський був відлучений від РКЦ). Провести його в останню дорогу прийшло чимало мешканців околиць.

## Науковий доробок

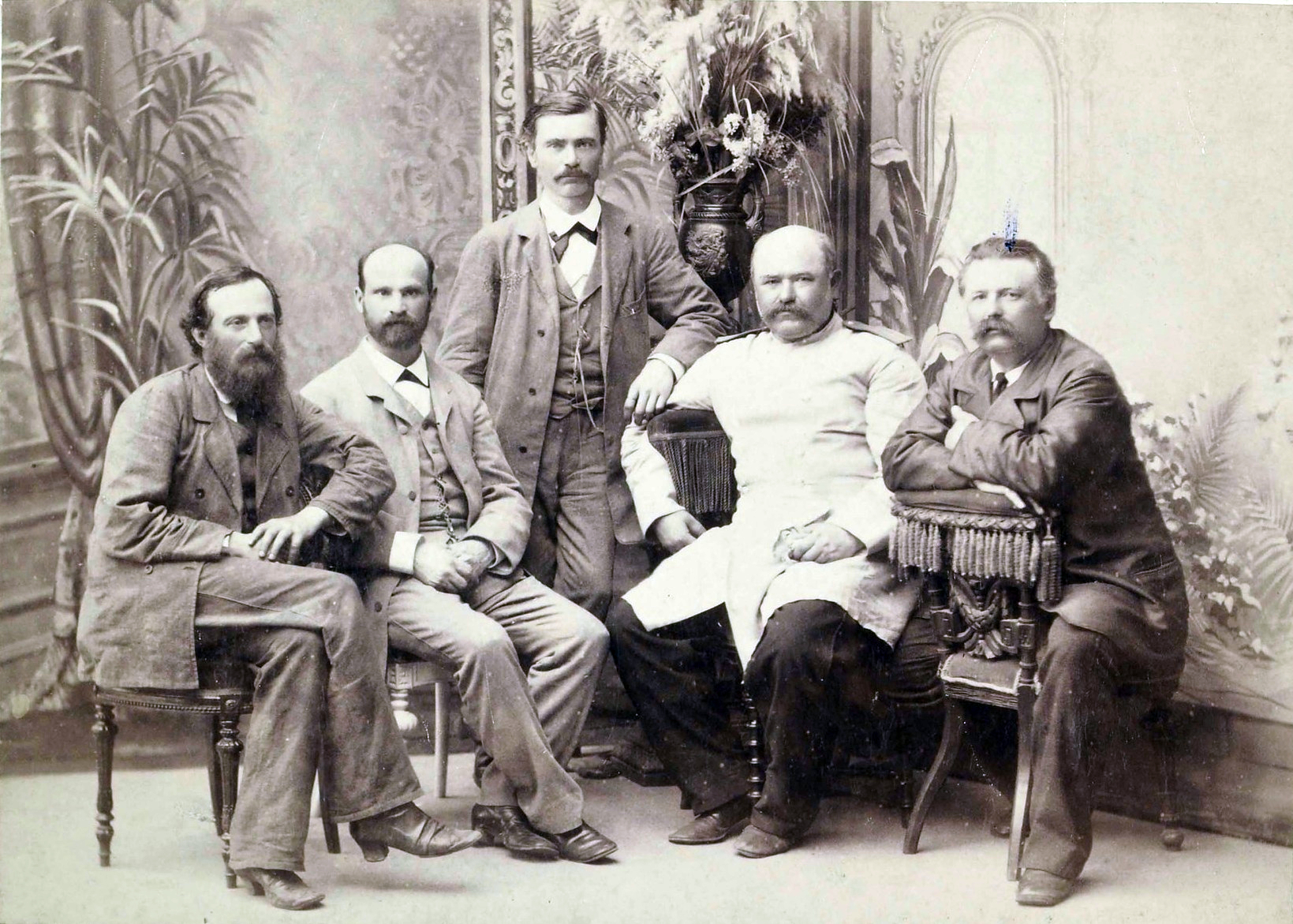
Хлопомани близько 1873 р. Зліва направо: Т. Рильський, В. Беренштам, В. Антонович, Ф. Т. Панченко, Б. Познанський

В університеті найбільше цікавився політичною економією. Друкував свої праці з економіки, соціальних тем, етнографії й фольклору у часописі «Основа» (Санкт-Петербург) під псевдонімом Максим Чорний. Остання стаття (кн. 2, 1862) була присвячена саме економічним положенням, які доводили недостатність селянських земельних наділів за уставними грамотами 1861 року. Відтак розвинув економіко-правову тему в «Кіевской старине», «Записках НТШ», газеті Głos.
Започаткував фахову українську економічну термінологію, видавши у «Записках НТШ» (Львів) фундаментальну працю «Студії над основами розкладу багатства», написану в дусі так званої «австрійської школи» в політекономії. За визнанням Івана Франка, вони стали «першою працею по економії суспільній на нашій мові».
Серед перших у Російській імперії взявся за економіку вивільнених із кріпацької неволі селянських господарств. Задовго до столипінської земельної реформи він дійшов висновку про її необхідність. На переконання Тадея Рильського, без оренди панської землі з наступним її викупом багатодітні хліборобські родини не прогодують навіть себе. Тому в державних інтересах — створити спеціалізовані земельні банки для надання селянам кредитів, що дасть можливість найпрацьовитішим досягнути заможного стану.
Досі не втратив значення зроблений Тадеєм Рильським висновок, що «прибуток із капіталу, вкладеного в земельну власність, можна і треба відрізняти від земельної ренти». Він вважав, що необхідне «суспільне заволодіння рентою задля того, щоб сей збірник нерівності шансів людської праці зробити засобом зрівноваження їх» (тобто пропонував запровадити механізм урівноваження прибутковості роботи аграріїв на різних за своєю природною родючістю ґрунтах). Діючі за радянських часів диференційовані закупівельні ціни на продукцію, вирощену на різних ґрунтах, фактично базувалися на згаданих теоретичних розробках Рильського.
Видав брошуру «О херсонских заработках» (1904) з корисними порадами для малоземельних селян із північних і центральних областей України. У ній автор зібрав усю потрібну для заробітчан інформацію — від найзручніших маршрутів руху і вартості проїзду до заробітків за 8 років поспіль.

## Особисте життя
Був одружений з Меланією Федорівною Рильською (1861—1936, до шлюбу Чуприна, селянкою із села Романівка). У шлюбі було троє синів:
- Іван (1880—1933) — український перекладач,
- Богдан (1882—1939),
- Максим (1895—1964) — український поет.

## Вшанування пам'яті
У Києві є бульвар Тадея Рильського.
У селищі Макарів вулицю Першотравневу перейменували на вулицю Тадея Рильського.

## Вибрані праці
- Студії над основами розкладу богацьтва: Часть І. Теоретичні прелімінариї [Архівовано 13 жовтня 2014 у Wayback Machine.] // Записки НТШ. — 1892. — Т. 1.

Публікації з галузі фольклору:
- Рассказ современника о приключениях с ним во время «Колиивщины» (КСт., 1887)
- К изученію украинского народного мировоззрения (КСт., 1888, 1890, 1903)